# Coarser Wing

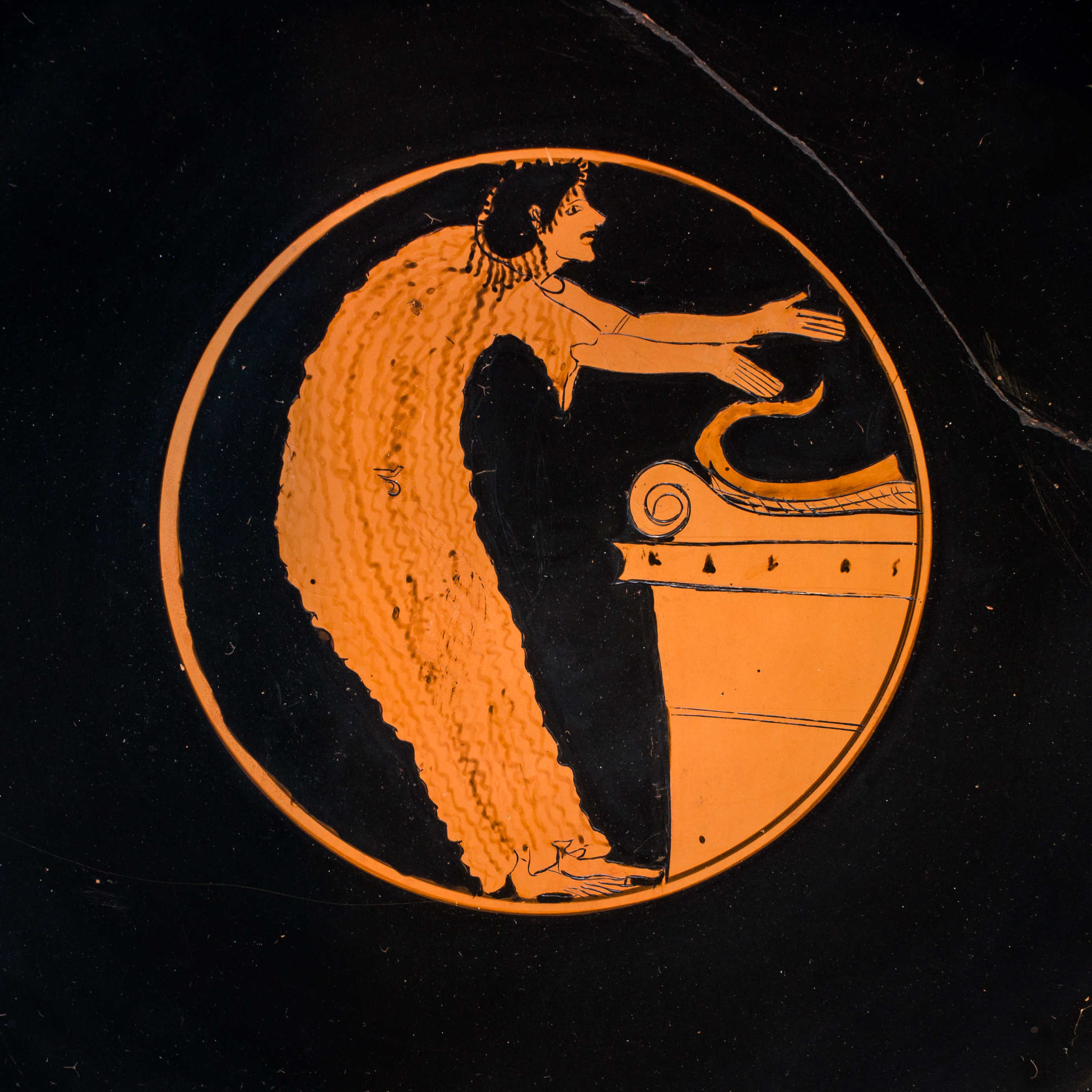
Frau beim Opfer; Schale Typ B aus dem Umkreis des Nikosthenes-Malers, um 510 v. Chr.; Staatliche Antikensammlungen München, Inventarnummer 2610

Als Coarser Wing (englisch Gröberer Flügel) werden eine Gruppe antiker griechischer Vasenmaler und am Rande die zugehörigen namentlich bekannten Töpfer dieser Maler bezeichnet.
Im Coarser Wing stellte John D. Beazley in seinem Werk Attic Red-Figure Vase-Painters diejenigen frühen Schalenmaler zusammen, deren Werke eine schwächere Qualität als die gleichzeitig arbeitender Vasenmaler aufwiesen. Sie waren etwa zur selben Zeit wie die sogenannte „Pioniergruppe“ des rotfigurigen Stils aktiv, also im letzten Drittel des 6. Jahrhunderts v. Chr. Mehrfach gibt es auch noch direkte Bezüge zum schwarzfigurigen Stil. Innerhalb des Coarser Wings schied Beazley drei Gruppen:

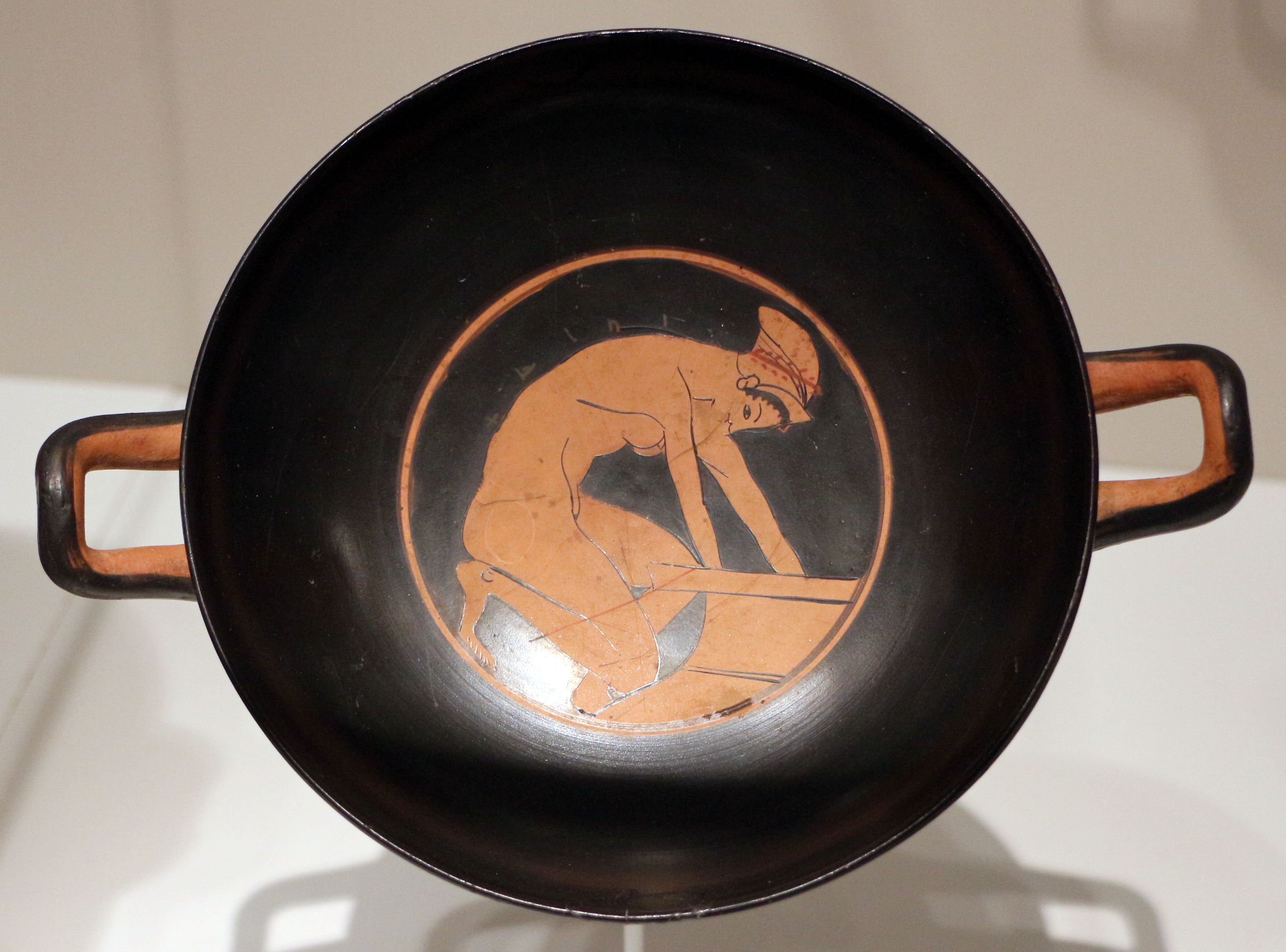
Nackte Frau holt Wasser für die Toilette aus einem Pithos; Schale des Chaire-Malers, um 500 v. Chr.; Indianapolis Museum of Art

- The Coarser Wing I: the Nikosthenes Painter and his circle
  - der Töpfer Nikosthenes mit seinen bilinguen Arbeiten (9)
  - der Nikosthenes-Maler (35)
  - der Töpfer Pamphaios mit seinen rotfigurigen und bilinguen Arbeiten (37+2)
  - der weitere Umkreis des Nikosthenes-Malers (23+1)
  - weitere Vasen aus dem Umkreis von Nikosthenes, Pamphaios und dem Nikosthenes-Maler (17)
- The Coarser Wing II
  - der Poseidon-Maler (12+1)
  - der Aktorione-Maler (5+1)
  - der Harvard-Maler (3)
  - der Charops-Maler (2)
  - der Maler der Akropolis-Teller (3)
  - der Maler von Florenz 1 B 45 (3)
  - der Pithos-Maler (69+5)
    - die Gruppe von Adria B 300 (7)
    - der Maler von Agora P 2578 (3)
    - der Heraion-Maler (28)
    - der Chaire-Maler (13)
- The Coarser Wing III
  - der Epeleios-Maler (128+11)
  - der Maler von Berlin 2268 (102+2)
  - die Gruppe von München 2562 (5)

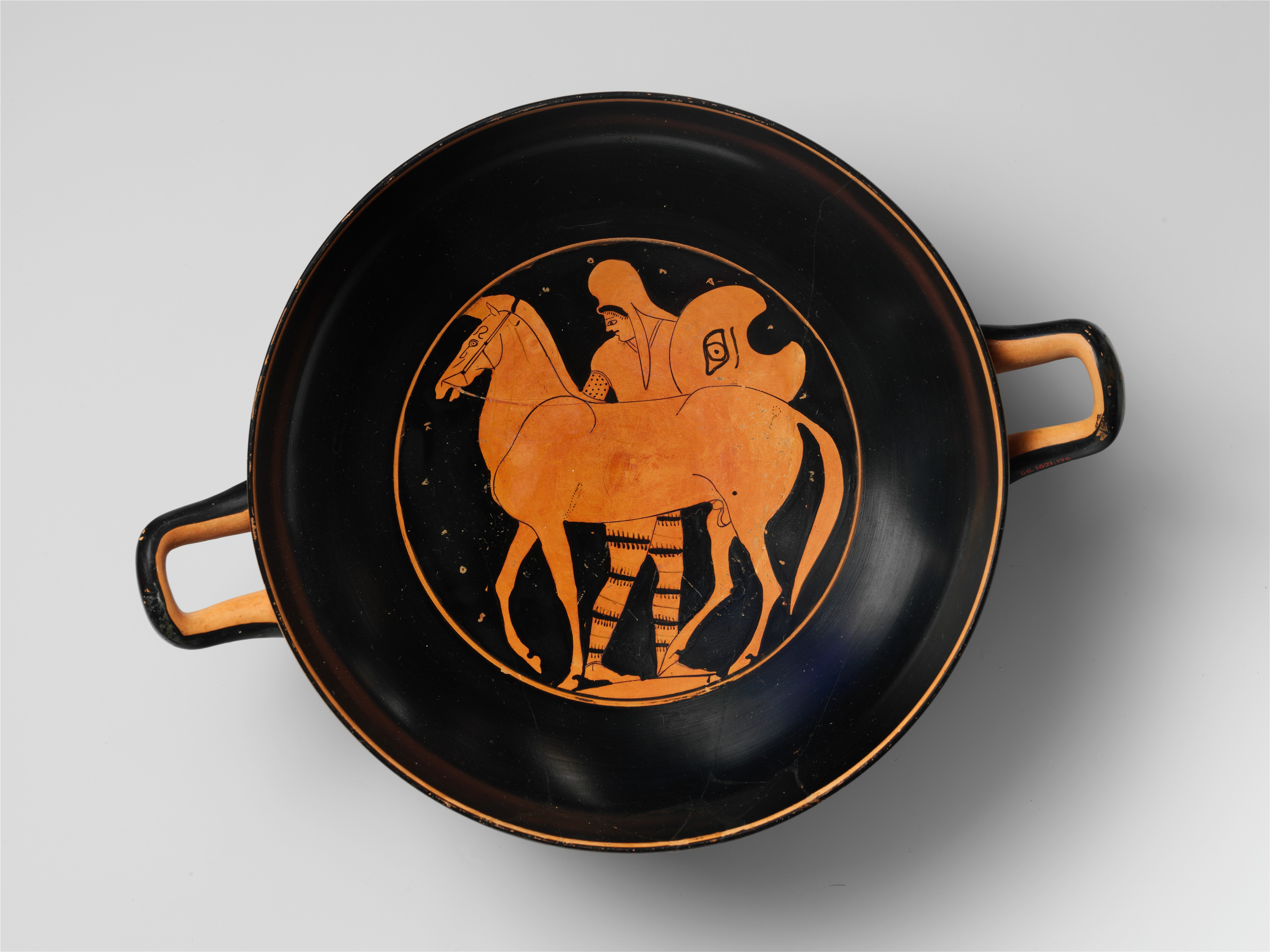
Pferd und Reiter in skythischer Kleidung; Schale des Malers von Berlin 2268, um 510/500 v. Chr.; Metropolitan Museum of Art 06.1021.170

Die Zahlen in Klammern nennen die von Beazley in der zweiten Auflage der Attic Red-Figure Vase-Painters an die jeweiligen Vasenmaler und Gruppen sowie in das Umfeld zugewiesenen Stücke (einschließlich der Nachträge), die addierten Zahlen geben die Ergänzungen Beazleys in den Paralipomena an. Die im Coarser Wing II nach dem Pithos-Maler genannten Vasenmaler werden der Werkstatt zugeordnet, in der der Pithos-Maler tätig war.
John Boardman bezeichnet die Vasenmaler des Coarser Wing als drittklassige Vertreter ihres Faches. In seinem Handbuch führt er abgesehen von den Vertretern der ersten Gruppe einzig den Pithos-Maler sowie ohne eine Erwähnung der Zugehörigkeit zu dieser Gruppe den Epeleios-Maler. Im besten Fall sieht er in den Werken nur routinierte Kopien von Vasen etwa des Epiktetos. Auch die Motivwahl ist meist eingeschränkt, vorherrschend sind Satyrn, Jünglinge mit Weinschläuchen oder Gefäßen sowie einzelne Kriegerfiguren. Sehr oft ist nur das Tondo (das Innere) der Schale, nicht aber die Außenseiten verziert, die schwarzgrundig blieben. Es wurden vor allem Schalen des Typs B und C verziert, vor allem letztere nur auf den Innenseiten.
Der Coarser Wing ist keine Gruppe in der eigentlichen Definition Beazleys, weshalb er den „Flügel“ auch nicht so bezeichnete. Es ist einzig eine qualitative Zusammenstellung von Kunsthandwerkern und deren Werke einer bestimmten Zeit, eines bestimmten Stils sowie einer vorrangig, aber nicht ausschließlich verzierten Gefäßform.